# Holovousy (okres Plzeň-sever)
Holovousy (dříve Holofous, německy Holofaus) jsou obec v okrese Plzeň-sever v Plzeňském kraji. Leží devět kilometrů východně od Kralovic. Žije zde 59 obyvatel. Obec je součástí Mikroregionu Kralovicko.

## Historie

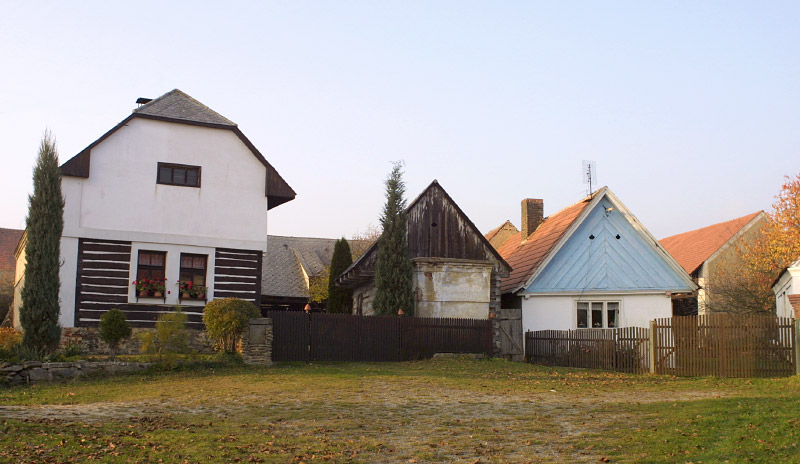
Chalupy v Holovousích

Přesný okamžik vzniku vsi není znám, původními majiteli byli páni z Hlohovic. První písemná zmínka o vesnici pochází z roku 1293. Od Markéty, dcery Oldřicha z Hlohovic, získali ves s 15 usedlostmi a nedalekou Studenou roku 1447 Dobeš z Modřejovic a Bohuslav z Chlumu. Po smrti Bohuslava připadl díl Holovous pánům z Kolovrat na Krakovci. V průběhu 15. a 16. století změnila ves opakovaně majitele, získal ji např. Oldřich Lažanský z Bukové, po němž dědil Oldřich ml. Lažanský z Bukové a od něj se Holovousy dostaly do držení Jana Týřovského z Ensidle na Hřebečníkách a Skryjích.
Třicetiletá válka znamenala pro ves zkázu stejně jako pro jiné obce v regionu – při vpádu vojsk plukovníka Zahrádeckého do kraje roku 1640 opouštějí obyvatelé ves a ta pustne. Po 11 letech byly uváděny čtyři rodiny se 17 lidmi, ostatní statky byly pusté. Roku 1654 ve vsi žily rodiny Pavla Houdka, Václava Kašpara, Václava Hurta a Barty Pasáka.
Bratři Týřovští prodali pro velké dluhy roku 1701 celé chříčské panství včetně Holovous hraběti Václavu Josefu Lažanskému za 211 tisíc zlatých a 500 zlatých klíčného. Ten osadil pusté statky a v roce 1713 bylo uvedeno již 10 sedláků a 6 chalupníků, celkem 88 obyvatel. Z hlediska církevní správy spadala ves do roku 1785 pod dolanskou farnost, později funkci lokálie plnila zámecká kaple svatého Jana Nepomuckého na Chříči.

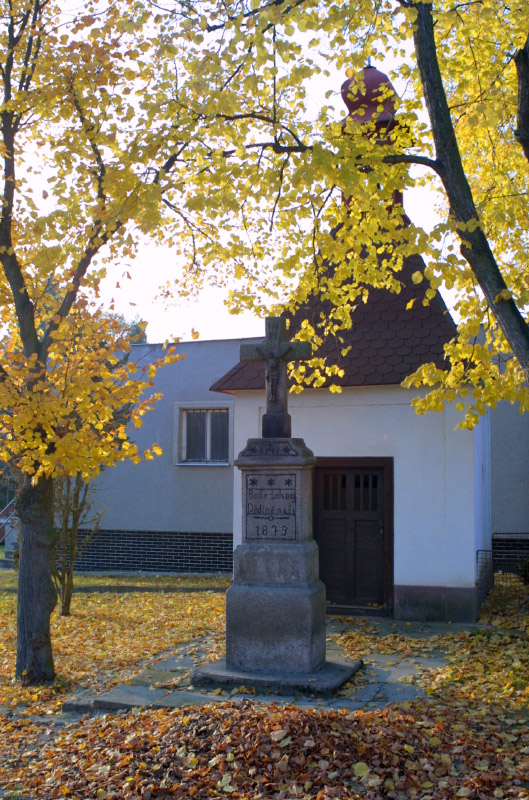
Kříž a kaplička

Holovousy byly součástí chříčského panství až do zániku patrimoniální správy v roce 1850.

## Obyvatelstvo
| Rok            | 1869 | 1880 | 1890 | 1900 | 1910 | 1921 | 1930 | 1950 | 1961 | 1970 | 1980 | 1991 | 2001 | 2011 | 2021 |
| -------------- | ---- | ---- | ---- | ---- | ---- | ---- | ---- | ---- | ---- | ---- | ---- | ---- | ---- | ---- | ---- |
| Počet obyvatel | 217  | 214  | 212  | 202  | 186  | 192  | 161  | 107  | 103  | 93   | 86   | 80   | 65   | 56   | 53   |
| Počet domů     | 35   | 36   | 36   | 37   | 36   | 36   | 38   | 36   | 30   | 28   | 29   | 35   | 35   | 21   | 21   |

## Obecní správa
V roce 1850 se Holovousy staly samostatnou obcí v politickém okrese Kralovice. V letech 1870–1887 patřily jako osada obce k Hlincům, ale v letech 1887–1960 byly uváděny znovu jako obec v okrese Kralovice (1870–1930), posléze v okrese Plasy a později v okrese Plzeň-sever. V letech 1960–1990 patřily jako část obce k Chříči a od 24. listopadu 1990 jsou opět samostatnou obcí.

## Pamětihodnosti
Ze stavebních památek je zajímavá na návsi stojící čtyřboká kaple se stanovou střechou a sanktusníkem, ve kterém je umístěn zvonek pocházející pravděpodobně z kaple svatého Jana Nepomuckého ve Chříči. Bezprostředně před kaplí stojí kamenný pamětní kříž z roku 1879 s vytesaným nápisem a datací Bože žehnej / Dědině naší / 1879. Na návsi je také dochováno několik původních dřevěných chalup (čp. 16, 19, 28), v čp. 18 proti roubené chalupě stojí dřevěný dvoukomorový špýchar.

## Významní rodáci
- Alois Krofta (1888–1958), český architekt, investor a hoteliér

## Okolí
Holovousy sousedí s vesnicí Slatina na severovýchodě, Chříčí na východě, Studenou na jihovýchodě, Hlinci na jihu a Všehrdy na západě. Jihozápadně, 1,5 kilometru od obce, leží na Všehrdském potoce Baborův mlýn a 3 km ve stejném směru se v přírodním parku Hřešihlavská na ostrohu nad soutokem řeky Berounkou s Krašovským potokem vypíná zřícenina hradu Krašov.